# Шульгіна Ніна Сергіївна
Ні́на Сергі́ївна Шульгіна́ (1918, Мізин, Чернігівська губернія — 9 грудня 1990, Одеса) — українська та радянська біологиня, імунологиня, учасниця радянського підпілля в Одесі під час Другої світової війни. Доктор біологічних наук (1965), професор (1968). Лауреатка Державної премії УРСР у галузі науки і техніки (1978).

## Біографія
Народилася у 1918 році в селі Мізин Чернігівської губернії в родині дворян. Батько, Сергій Порфирович Шульгін, був земським лікарем, а мати, Олена Михайлівна Шульгіна (з роду грузинських князів), — викладачкою математики. Обоє батьків здобули освіту в Лейпцизькому університеті. У 1922 році родина переїхала до Одеси.
У 1935 році вступила на біологічний факультет Одеського державного університету (ОДУ), який закінчила з відзнакою у 1940 році. Восени 1940 року вступила до аспірантури ОДУ на кафедру порівняльної фізіології. Її науковим керівником став професор Євген Іванович Синельников.

### Діяльність у роки Другої світової війни
З початком німецько-радянської війни Ніна Шульгіна залишилася в окупованій Одесі. Її сестра, Наталія Шульгіна, була радисткою розвідувальної групи НКДБ УРСР «Чорноморці», закинутої в місто 13 липня 1943 року. Ніна долучилася до підпільної роботи. За завданням групи вона змогла влаштуватися в одну з резидентур гестапо, де збирала оперативно-цінні відомості про діяльність німецької та румунської розвідок. Сестри також були особистими зв'язковими радянського розвідника Миколи Гефта. За свою діяльність у підпіллі була нагороджена орденом Вітчизняної війни, медалями «За відвагу», «Партизану Вітчизняної війни» ІІ ступеня та «Медаль «За оборону Одеси»».

### Наукова кар'єра
Після звільнення Одеси у 1944 році Ніна Шульгіна продовжила навчання в аспірантурі. 17 червня 1946 року успішно захистила кандидатську дисертацію на тему «Розвиток лімфатичних утворень у кишечнику птахів залежно від харчування». У 1946–1947 роках працювала асистентом кафедри гістології Одеського медичного інституту. З 1946 по 1949 рік була старшим науковим співробітником Одеської бази Севастопольської біологічної станції АН СРСР, а з 1949 по 1950 рік — молодшим науковим співробітником Фізіологічного інституту ім. І. П. Павлова АН СРСР у Ленінграді.
30 вересня 1950 року розпочала роботу в Українському науково-дослідному інституті очних хвороб імені академіка В. П. Філатова, де з 1951 року очолила лабораторію консервації тканин. У 1965 році захистила докторську дисертацію, а в 1968 році їй було присвоєно звання професора. З 1975 по 1985 рік керувала лабораторією патоморфології та імунології. Після виходу на пенсію до 1989 року працювала старшим науковим співробітником-консультантом.
Основні наукові праці присвячені клініко-імунологічним дослідженням в офтальмології, зокрема, вивченню ролі імунологічних реакцій у патогенезі опікової хвороби очей. Вона стала однією з основоположниць цього наукового напрямку в Україні та СРСР. Була авторкою понад 200 наукових публікацій, зокрема 5 монографій, та підготувала 14 кандидатів наук.
Померла 9 грудня 1990 року в Одесі, де й похована.

## Наукові праці
- Консервация роговой оболочки и хряща для гомопластических операций в офтальмологии. 1963.
- Роль иммунологических реакций в развитии патологического процесса в роговой оболочке при ожоге глаз. 1965.
- Патогенез и лечение ожогов глаз и их последствий / Н. А. Пучковская, Н. С. Шульгина, В. М. Непомнящая. — Москва, 1973.

## Нагороди
- Державна премія УРСР у галузі науки і техніки (1978) — за роботу «Патогенез і лікування опіків очей та їх наслідків»[3].
- Орден Вітчизняної війни[1]
- Медаль «За відвагу»[1]
- Медаль «Партизану Вітчизняної війни» II ступеня[1]
- Медаль «За оборону Одеси»[1]
- Нагрудний знак «Відмінник охорони здоров'я» (СРСР)[1]